# Ананьєв Іван Федорович
Іва́н Фе́дорович Ана́ньєв (нар. 1910 — пом. 21 листопада 1944) — кулеметник 1-ї кулеметної роти 572-го стрілецького Бухарестського полку 233-ї стрілецької Кременчуцько-Знам'янської дивізії 57-ї армії 3-го Українського фронту, рядовий, Герой Радянського Союзу (1945).

## Біографія
Народився в квітні 1910 року в селі Знам'янка Друга (тепер місто Знам'янка) Кіровоградської області. Українець. Член ВКП(б) з 1944 року.
Після закінчення початкової школи працював на залізничній станції, в Знам'янському лісництві.
У 1930—1933 роках проходив військову службу в Червоній Армії. Вдруге призваний у 1939 році. Брав участь в польському поході РСЧА, у Радянсько-фінській війні.
В період з серпня 1941 по грудень 1943 року перебував на тимчасово окупованій території. Входив до складу підпільно-диверсійної групи «За Батьківщину», що підтримувала зв'язок з партизанським загоном І. І. Нечаєва.
Після звільнення Знам'янки призваний до Червоної Армії та направлений у 572-й стрілецький полк 233-ї стрілецької дивізії. За участь в боях по розгрому кіровоградського угруповання противника нагороджений медаллю «За відвагу». У складі військ 2-го Українського фронту брав участь в Корсунь-Шевченківській та Умансько-Ботошанській наступальних операціях.
У бою поблизу міста Дубосари 1 травня 1944 року під час відбиття ворожої атаки зайняв місце біля станкового кулемета, обслуга якого вибула зі строю, й влучним вогнем знищив 14 солдат противника. Отримавши поранення, не полишив поле бою, продовжував відбивати атаку ворога. За цей бій був нагороджений орденом Слави 3-го ступеня.
В подальшому брав участь в боях на території Румунії, Болгарії, Югославії. Особливо відзначився під час захоплення плацдарму на правому березі Дунаю в районі порту Батина (Угорщина). Протягом 12-13 листопада 1944 року відбив тринадцять німецьких контратак, особисто знищивши при цьому 35 німців.
20 листопада 1944 року після артилерійського обстрілу, радянські війська штурмом захопили висоту 205.0. Перебуваючи на південно-західному схилі висоти, рядовий Ананьєв вогнем зі станкового кулемета підтримував наступ піхоти. Попри поранення у праве плече, продовжував вести вогонь.
Загинув від кулі ворожого снайпера 21 листопада 1944 року. Похований поблизу церкви села Батина в Угорщині.
Указом Президії Верховної Ради СРСР від 24 березня 1945 року за мужність, відвагу та героїзм, виявлені в боротьбі з німецькими загарбниками, червоноармійцеві Ананьєву Івану Федоровичу посмертно присвоєно звання Героя Радянського Союзу.

## Нагороди
- Золота Зірка Героя Радянського Союзу (24.03.1945).
- Орден Леніна (24.03.1945).
- Орден Слави 3-го ступеня (31.05.1944).
- Медаль «За відвагу» (27.01.1944).

## Пам'ять
Ім'ям І. Ф. Ананьєва названо вулицю в місті Знам'янка. На будинку, де він жив, встановлено меморіальну дошку.